# Centralny Ogród Botaniczny Narodowej Akademii Nauk Białorusi w Mińsku

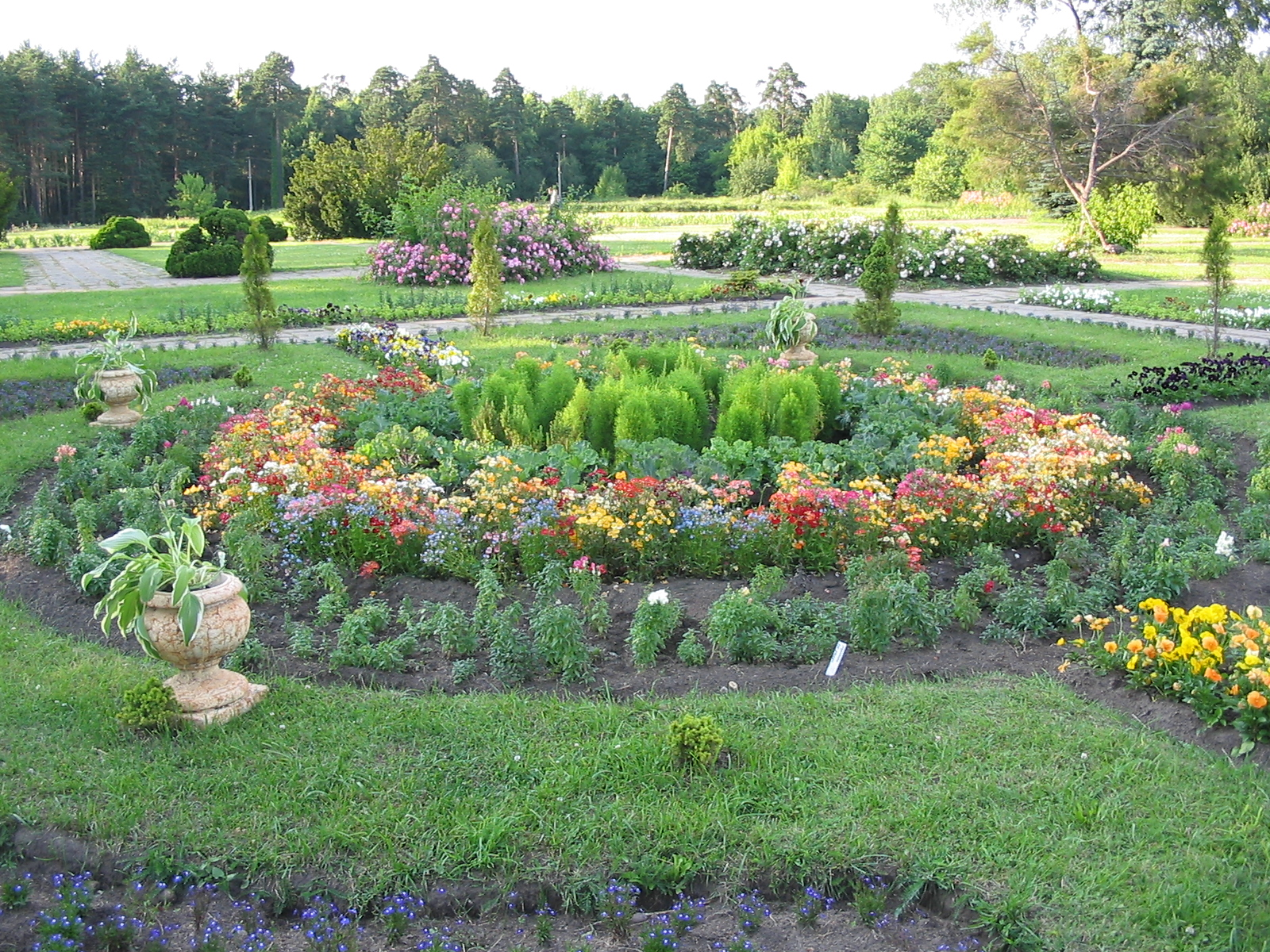
Zdjęcie ogrodu

Centralny Ogród Botaniczny Narodowej Akademii Nauk Białorusi (biał. Цэнтральны батанічны сад Нацыянальнai акадэміі навук Беларусі, Centralny bataniczny sad Nacyjanalnai akademii nawuk Biełarusi) – ogród botaniczny położony w Mińsku i działający pod kuratelą Akademii Nauk Białorusi, jedna ze starszych takich placówek na terenie byłego ZSRR.
Ogród powstał w 1932 roku na mocy decyzji Rady Komisarzy Ludowych Białoruskiej SRR. Jest największym ogrodem botanicznym na terenie Białorusi – obejmuje obszar 153 ha, może się poszczycić wielką kolekcją botaniczną sięgająca ponad 9 tys. gatunków roślin.
W latach 2004–2007 na terenie ogrodu zbudowano oranżerię, w której prezentowane są egzotyczne rośliny – dzięki temu ogród jest teraz otwarty dla zwiedzających przez cały rok.